# Ћирибу, ћириба
Ћирибу, ћириба је други студијски албум Славице Ћуктераш. Издат је 2006. године.

## Списак песама
1. Мргуд
2. Хеј
3. Ћирибу, ћириба
4. Рачунај на мене
5. Није ми добро
6. Окрени њен број
7. Адреналин
8. Доћи ће ти главе
9. Судбина